# Nam Ou
Nam Ou – rzeka w Laosie, długość 448 kilometrów. Płynie przez prowincje Phôngsali i Wientian, dopływ Mekongu, razem z Mekongiem jest dostępna dla transportu wodnego. Wpada do Mekongu koło miasta Luang Prabang.